# Lucy (missione spaziale)
Lucy è una missione spaziale esplorativa della NASA diretta verso 4 asteroidi troiani di Giove, che condividono la loro orbita attorno al Sole con Giove.
Il 4 gennaio 2017 venne scelta, assieme a Psyche, come tredicesima missione del Programma Discovery.
È stata intitolata in onore dell'ominide Lucy; infatti si prevede che lo studio dei troiani rivelerà informazioni sulla formazione di un pianeta, essendo gli scarti dei materiali che si conglomerarono nella prima fase del Sistema solare, formando pianeti e altri corpi celesti. L'australopiteco venne a sua volta intitolato in onore di una canzone dei Beatles, "Lucy in the Sky with Diamonds".
Il carico scientifico della sonda include 3 strumenti: una fotocamera nel visibile ad alta risoluzione, uno spettrometro fotografico nel visibile e vicino infrarosso, e uno spettrometro termico nell'infrarosso.
Il principal investigator è Harold F. Levison del Southwest Research Institute a Boulder, nel Colorado, assieme a Catherine Olkin del Southwest Research Institute, mentre il progetto verrà gestito dal Goddard Space Flight Center.
L'esplorazione dei troiani di Giove è uno degli obiettivi ad alta priorità sottolineati dal Planetary Science Decadal Survey. Essi vennero sempre osservati da telescopi a terra e dal Wide-field Infrared Survey Explorer come oggetti oscuri che riflettono poca luce solare. Giove è a 5,2 au, circa 5 volte la distanza tra Terra e Sole che è di circa 150 milioni di chilometri; per questo i troiani sembrano più lontani o vicini al Sole a seconda della geometria delle loro orbite. Ce ne potrebbero essere molti anche nella cintura principale.

## Storia

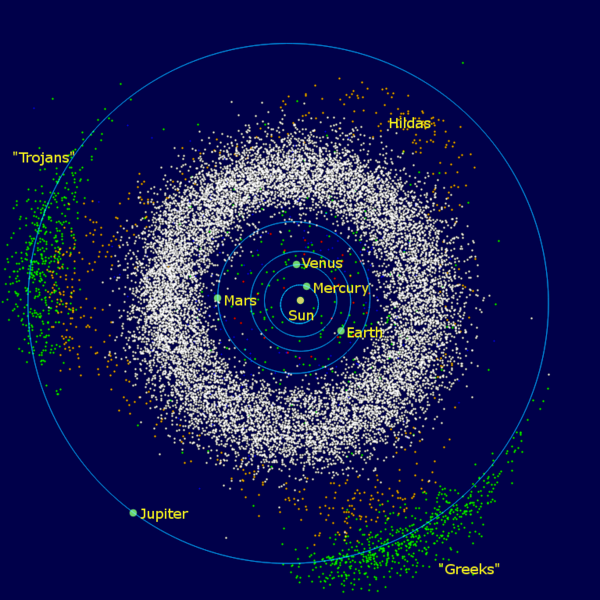
Una mappa che indica la distribuzione degli asteroidi nel sistema solare interno e Giove

Lucy venne sviluppata come parte di una serie di proposte per le missioni successive del Programma Discovery, concluse nel febbraio 2015. Le proposte dovevano essere adatte a un lancio nel 2021 e ne vennero ricevute 28.
Il 30 settembre 2015 Lucy venne selezionata come una delle cinque missioni finaliste, di cui ciascuna avrebbe ricevuto 3 milioni di dollari per produrre studi ed analisi più profondi. Le altre erano DAVINCI, NEOCam, Psyche e VERITAS.
Il 4 gennaio 2017 due delle finaliste – Lucy e Psyche – vennero selezionate.

## Carico scientifico
Il carico scientifico della sonda include 3 strumenti: una fotocamera nel visibile ad alta risoluzione, uno spettrometro fotografico nel visibile e vicino infrarosso, e uno spettrometro termico nell'infrarosso.
La strumentazione include:
- Ralph – Mappatura spettroscopica nell'infrarosso e fotografia pancromatica e nel visibile. Ralph è basato sullo strumento Ralph a bordo del New Horizons e verrà costruito dal Goddard Space Flight Center.
- LORRI – fotocamera nel visibile ad alta risoluzione. LORRI è derivato dal LORRI a bordo del New Horizons e verrà costruito dall'Applied Physics Laboratory.
- TES – Thermal infrared spectrometer. TES è simile all'OTES nella missione OSIRIS-REx e verrà costruito dall'Arizona State University.
- La radio science investigation determinerà la massa dei troiani utilizzando l'hardware di telecomunicazioni radio della sonda misurando l'effetto Doppler.

## Obiettivi scientifici
Lucy deve contribuire a rispondere a diverse domande fondamentali esposte nel Planetary Science Decadal Survey del 2013:
- Quali sono le prime fasi, condizioni e processi della formazione del Sistema Solare?
- Come si sono aggregati i pianeti gassosi giganti e ci sono segni di cambiamento delle loro orbite?
- Quali processi hanno contribuito all'accrescimento e che ruolo ha giocato il bombardamento da parte di grandi oggetti celesti?
- Qual è l'origine dei composti organici?

Gli obiettivi scientifici fissati per la missione sono quelli di effettuare le seguenti misurazioni su tutti gli asteroidi sorvolati:
- Composizione della superficie: mappa a colori, composizione, proprietà della regolite, distribuzione dei minerali, dei ghiacci e della sostanza organica
- Geologia: albedo, forma, distribuzione e dimensione dei crateri, natura della crosta, datazione della superficie
- Struttura: massa, densità, composizione interna (determinata tramite materiale espulso), fratture, ecc.
- Numero, posizione e distribuzione dei satelliti di asteroidi di dimensioni superiori a un chilometro e spessi anelli che li circondano

## Svolgimento della missione
Lucy è stata lanciata il 16 ottobre 2021 alle 11:34 CEST dalla base di Cape Canaveral per mezzo di un razzo Atlas V e sebbene poco dopo il decollo sia stato riscontrato che uno dei due pannelli solari non si sia completamente dispiegato, la sonda si sta dirigendo correttamente verso gli obiettivi dichiarati. Nel 2027 raggiungerà la nuvola troiana L4 (un gruppo di asteroidi 60° avanti nell'orbita gioviana) eseguendo sorvoli ravvicinati di 3548 Eurybates, 15094 Polymele, 11351 Leucus e 21900 Orus. Dopo questi incontri Lucy tornerà vicino alla Terra dove eseguirà una fionda gravitazionale per raggiungere la nube di troiani L5 (che orbita 60º indietro nell'orbita gioviana), dove visiterà il troiano binario 617 Patroclus e il suo satellite Menoetius. La sonda sorvolerà anche 52246 Donaldjohanson, un asteroide della fascia principale, nominato in onore del paleoantropologo americano Donald Johanson che partecipò alla scoperta del fossile di Lucy.

## Cronologia della missione
| Data                       | Evento/Oggetto sorvolato | Altitudine | Note |
| -------------------------- | ------------------------ | ---------- | --- |
| 16 ottobre 2021, 09:34 UTC | Lancio                   |            | |
| 16 ottobre 2022            | Terra                    | 300 km     | Sorvolo per fionda gravitazionale. Il razzo Centaur è stato erroneamente rilevato come un asteroide e designato 2022 UQ1 |
| 1 novembre 2023            | 152830 Dinkinesh         | 450 km     | Con un diametro di 0,7 km è l'oggetto più piccolo studiato. Il sorvolo, programmato nel gennaio 2023 ha portato alla scoperta della binarietà dell'asteroide.                                                                         |
| 12 dicembre 2024           | Terra                    | 350 km     | Sorvolo per fionda gravitazionale. |
| 20 aprile 2025             | 52246 Donaldjohanson     | 922 km     | Asteroide di tipo C da 4 km di diametro nella fascia principale, membro della famiglia collisionale Erigone originatasi 130 milioni di anni fa; famiglia collisionale.                                                                |
| 12 agosto 2027             | 3548 Eurybates           | 1000 km    | Troiano di Giove di tipo C da 64 km di diametro nel campo greco L4, il più grande membro della sola famiglia troiana a rischio collisione. Ha un satellite, Queta, del diametro di 1 km.                                              |
| 15 settembre 2027          | 15094 Polymele           | 415 km     | Troiano di tipo P da 21 km di diametro nel L4, frammento di una collisione precedente |
| 18 aprile 2028             | 11351 Leucus             | 1000 km    | Troiano di tipo D da 34 km di diametro, lentamente rotante nel L4. |
| 11 novembre 2028           | 21900 Orus               | 1000 km    | Troiano di tipo D da 51 km di diametro nel L4. Forse binario. |
| 26 dicembre 2030           | Terra                    | 660 km     | Assistenza gravitazionale. Prima sonda spaziale a tornare alla Terra dall'orbita di Giove. |
| 2 marzo 2033               | 617 Patroclus–Menoetius  | 1000 km    | Troiano di tipo P binario. L'obiettivo primario, Patroclus, ha un diametro di 113 km circa, mentre il suo compagno Menoetius ha un diametro di 104 km. La coppia orbita ad una distanza di 680 km l'uno dall'altro, e risiede nel L5. |